# Preston King

Preston King (14 de octubre de 1806 – 12 de noviembre de 1865) fue Representante y Senador estadounidense por Nueva York

## Biografía
Nacido en Ogdensburg, Nueva York, realizó estudios clásicos y se graduó por la Union College en 1827, donde fue uno de los primeros miembros de la Sociedad de Kappa Alfa. Estudió derecho y fue admitido al Colegio de Abogados. Fundó St Lawrence Republican en 1830 y fue administrador de correos de Ogdensburg de 1831 a 1834. Fue miembro Demócrata de la Asamblea Estatal de Nueva York (San Lorenzo Co.) desde 1835 a 1838, en las sesiones 58.ª, 59ª, 60ª y 61.as Legislativas del Estado de Nueva York.  

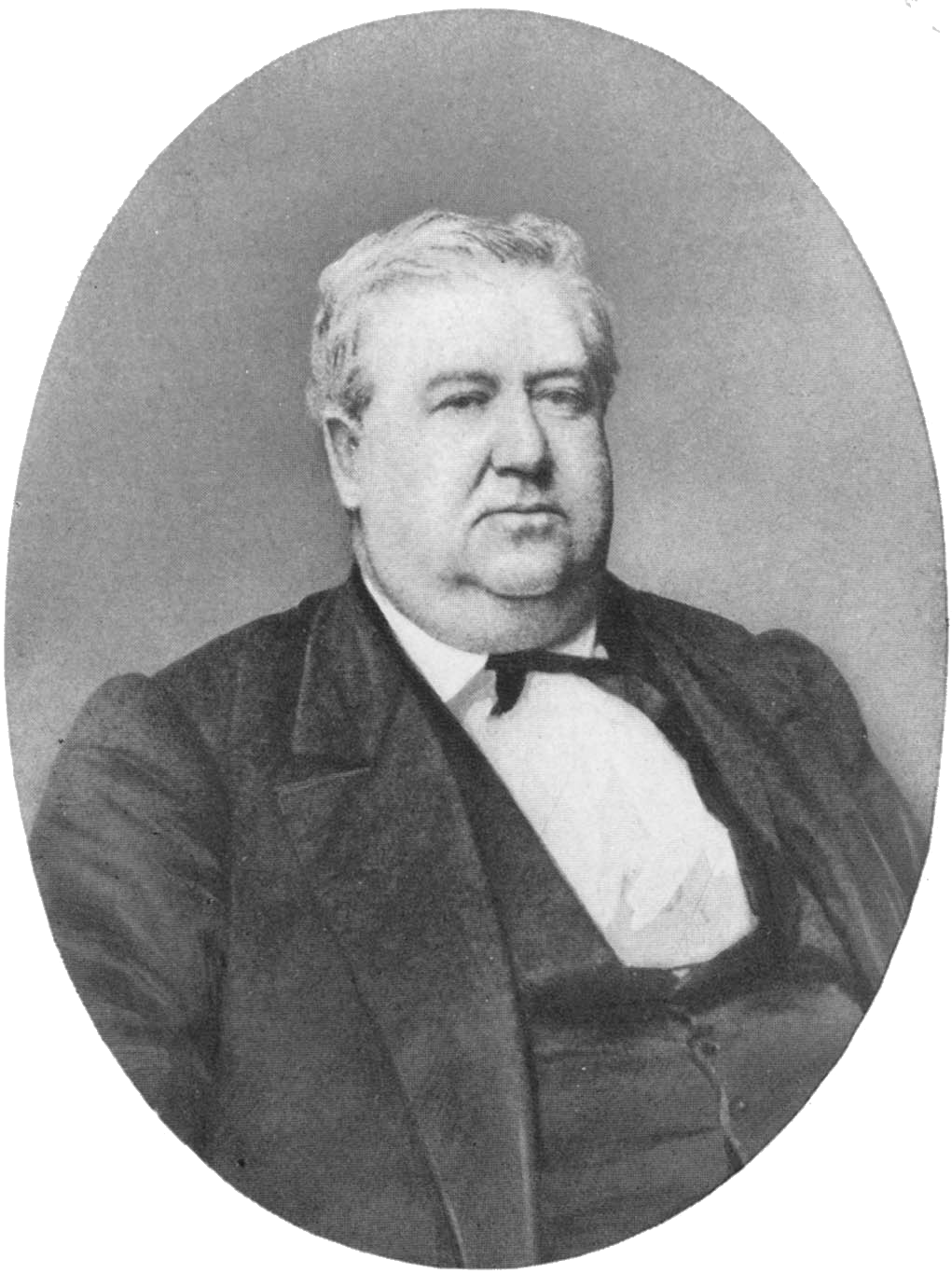
Preston King

King fue elegido como demócrata a 28.º y 29.º Congresos, desde el 4 de marzo de 1843, al 3 de marzo de 1847. Fue elegido como Soiler en los 31.º y 32.º Congresos, desde el 4 de marzo de 1849 al 3 de marzo de 1853. Fue elegido como Republicano al Senado en febrero de 1857, y sirvió del 4 de marzo de 1857 al 4 de marzo de 1863. Fue Presidente del Comité del Senado sobre las reclamaciones de Revolución (37.º Congreso).
Retomó la práctica de la abogacía y fue considerado para la nominación republicana a la vicepresidencia en 1860 y fue un elector presidencial en la candidatura de Abraham Lincoln en 1864.  Después de la muerte del presidente Lincoln, fue un eficaz jefe de personal de la Casa Blanca durante los primeros días de la administración Johnson.
El 14 de agosto de 1865, King fue nombrado por el presidente Andrew Johnson colector del puerto de Nueva York, en un esfuerzo para eliminar la corrupción en dicho puerto y para sanar las divisiones dentro del Partido Republicano. Desesperado por obtener buenos resultados, King se suicidó atando una bolsa de balas alrededor de su cuello y saltando de un ferry desde el puerto de Nueva York el 13 de noviembre de 1865. Fue enterrado en el cementerio de la ciudad de Ogdensburg. 